# Pascale Roberts
Pascale Roberts (Boulogne-Billancourt, 1930. október 21. – Párizs, 2019. október 26.) francia színésznő.

## Fontosabb filmjei
- A drága Karolina fia (Le fils de Caroline chérie) (1955)
- Emberek fehérben (Les hommes en blanc) (1955)
- Mémoires d'un flic (1956)
- Amikor az asszony összezavarodik (Quand la femme s'en mêle) (1957)
- Ces dames préfèrent le mambo (1957)
- Les Loups dans la bergerie (1960)
- Párizsi kaland (Les moutons de Panurge) (1961)
- Kés a sebben (Le couteau dans la plaie) (1962)
- Irány Deauville (Nous irons à Deauville) (1962)
- Weiße Fracht für Hongkong (1964)
- Nyugodj meg, kedves! (Relaxe-toi chérie) (1964)
- A tökéletes bűntény (Compartiment tueurs) (1965)
- La blonde de Pékin (1967)
- Bruno, a vasárnapi gyerek (Bruno, l'enfant du dimanche) (1969)
- A krumpliföld (Les patates) (1969)
- Dráma a tengerparton (Dupont Lajoie) (1975)
- A javíthatatlan (L’Incorrigible) (1975)
- Három felesleges ember (3 hommes à abattre) (1980)
- Egy zsaru bőréért (Pour la peau d’un flic) (1981)
- Házibuli és szerelem (Surprise Party) (1983)
- Mire megyek az apámmal? (Aldo et Junior) (1984)
- A nagy út (Le Grand chemin) (1987)
- D’Artagnan lánya (La Fille de d’Artagnan) (1994)
- Marius és Jeannette (Marius et Jeannette) (1997)
- A nyugodt város (La ville est tranquille) (2000)
- Nem nagy ügy (Pas si grave) (2003)
- Maradok! (Je reste!) (2003)
- Lady Jane – Titkok a múltból (Lady Jane) (2008)